# Gaius Valerius Catullus
A nu se confunda cu generalul roman Gaius Lutatius Catulus
Gaius Valerius Catullus (n. c. 87 î.Hr.- d. c. 54 î.Hr.) a fost un poet latin, reprezentant principal al poeziei neoterice.

## Date biografice
- cca 87 î.Hr., se naște la Verona intr-o familie importantă, care avea legături politice cu Cezar, Caius (se citește Gaius) Valerius Catullus.
- 66 î.Hr., la 18 ani vine la Roma, unde erau și alți tineri talentați din aceeași provincie cu el, Galia Cisalpina, cu care se împrietenește.
- 62 î.Hr., la 22 de ani începe marea sa dragoste, iubirea pentru Lesbia, așa cum o denumește - în amintirea marii poete din Lesbos, Safo - cea care a fost identificată drept Clodia, sora tribunului P. Clodius Pulcher și soția consulului Q. Metellus Celer, așadar provenind din vechea familie patriciană a Claudiilor.
- 58 î.Hr., se pare că îi moare un frate în Troada.
- 57 î.Hr., pleacă împreună cu prietenul său, poetul C. Helvius Cinna, în cohorta propretorului C. Memmius Gemellus în Bitinia, dar nu reușește să se îmbogățească.
- 56 î.Hr. Catullus se întoarce la Roma, unde constată că iubita lui ducea o viață de desfrâu și pornește o serie de atacuri foarte crude împotriva ei și a celor care o înconjoară, adevărate mostre de spirit rustic roman în mijlocul unei poezii care pornise sub egida rafinamentului alexandrin și a lui Calimah.
- 55-54 î.Hr. Catullus își trăiește ultima perioadă a vieții atacând, pe lângă Lesbia, și pe partizanii lui Cezar și Pompei.
- 54 î.Hr. se pare că Lesbia a încercat o împăcare, dar a fost refuzată; în același an poetul moare, lăsând în urma sa o operă de mici dimensiuni, în care coexista rafinamentul alexandrin cu ecouri din poezia arhaică elină, dintr-un Alceu sau din Safo și poate și de la Arhiloh în accentele crude ale poeziilor din ultimii ani, asta pe lângă, poate, un acetum italicum, foarte posibil.

Cert este că el a fost un deschizător de drumuri în poezie, cel care a creat primul un vocabular adecvat pentru poezie în limba latină, fiind considerat cel care a turnat cel mai bine până la el în cuvinte latine metrii elini: hexametrul și pentametrul, dar și metri lirici ca hendecasilabul lui Alceu și Safo. În ciuda laudei de sine a lui Horațiu (Carmina III, 30), Catullus a fost acela care a adaptat limba latină versului grecesc.

## Traduceri în limba română
- Catullus, Carmina, Ediție bilingvă, Traducere, studiu introductiv și note de Teodor Naum, Universitas, Editura Teora, București 1999 ISBN 973-20-0034-1

1. ↑  Mirabile: Archivio digitale della cultura medievale
2. ↑  CONOR.SI[*] Verificați valoarea |titlelink= (ajutor)